# わたしはしじみ!
『わたしはしじみ!』（わたしはしじみ!）は、土田よしこによる日本の漫画作品。『りぼん』（集英社）にて1973年2月号から1975年12月号まで連載された。単行本はりぼんマスコットコミックスより全3巻が刊行された。第1巻は版によって巻数表記がないものとあるものがある。愛蔵版は中央公論社より全1巻で、単行本全3巻を1冊にまとめた内容。1975年6月号に番外編として「ディズニーランド漫遊記」が掲載されるが、りぼんマスコットコミックスには未収録。

## あらすじ
大津波しじみとかもめの姉妹が海辺（うみのべ）小学校から第一小学校に転校してくる。いきなりクラスの人気者になるかもめと相手にされないしじみ。そんなしじみに興味を持つ塩吹が現れる。果たして塩吹の恋は成就するのか?

## 登場人物
大津波 しじみ（おおつなみ しじみ）
第一小学校の小学6年生。単純。血液型はABOどれにも所属しない。不美人で背が低い上、成績も悪く、食い意地をはっているため（冷蔵庫の消臭剤まで食べる）に食い逃げの常習でもある。よく騒動を起こして、他人に迷惑をかける。
だが、乗り物酔いや酸欠状態などで体調がおかしくなった時、奇跡的な活躍をする。また、ゲストキャラのイケメンには、かもめよりも何故かもてる。
不美人故か、母からの当たりが酷く、しい竹とともに罵倒されている。しかしあまり気にしておらず、反省もしない。
登場人物の紹介欄に「バカでもくじけず、ブスでも負けず、強くたくましく生きて、人に迷惑をかける少女」と記されている。
大津波 かもめ（おおつなみ かもめ）
第一小学校の小学6年生。しじみの双子の妹（但し、しじみより一週間早く産まれており、現在の法律では彼女が姉になる）で血液型はA型。美人で秀才だが少し意地が悪い。その為、塩吹からは嫌われている。また、惚れっぽく、イケメンが来ると即刻アプローチをかけるも、あまり相手にされない。
そんな彼女も、山岳部の高校生に本物の初恋を経験するが、告白しようとして彼の家を訪れた際、山の事故で亡くなったと知らされ、悲恋に終わってしまう。
母親からかなり溺愛されている。
大津波 しい竹（おおつなみ しいたけ）
しじみ達の弟。血液型はO型。最初の頃は、鼻に鉛筆を詰めていた。後半になるとおネエ言葉を話す様になる。
何故かしじみ達と登校しており、中盤、先生から夏休みの宿題として日記を書く様言いつけられている。
しじみ同様、容姿が良くないが明るく元気な子。体はとても小さくハゲ頭。
塩吹 満（しおふき みつる）
しじみ達のクラスのクラス委員。しじみを愛する変人。血液型は言及されていないが、ヘビ人間のエピソードからすると、先生共々A型である可能性が高い。
クラス一の秀才でイケメンでもあるが、しじみが他のイケメンに取られそうになると、パニック状態になり空回りしてしまう。
先生
第3話より登場。第一小学校の男の先生。しじみには散々手を焼かされる一方で、塩吹の事を心配している。なお、実兄は雑誌の編集長である。

## 書誌情報

### りぼんマスコットコミックス版全3巻（集英社刊）
1. 『わたしはしじみ!』 1巻、集英社〈りぼんマスコットコミックス 57〉、1974年4月10日。
2. 『わたしはしじみ!』 2巻、集英社〈りぼんマスコットコミックス 73〉、1975年5月10日。
3. 『わたしはしじみ!』 3巻、集英社〈りぼんマスコットコミックス 88〉、1976年6月10日。

### 愛蔵版全1巻（中央公論社刊）
- 『わたしはしじみ!』中央公論社〈愛蔵版〉、1989年6月。ISBN 978-4-12-001822-0。